# Floraplein (Eindhoven)
Het Floraplein is een plein in stadsdeel Stratum in de Nederlandse stad Eindhoven.

## Plein
De naam van het plein refereert aan de buurten die in de omtrek, waarvan de straten grotendeels naar planten zijn vernoemd.
Bij het plein komt de Leenderweg, die een verlengstuk is van de Rijksweg 2 en als autosnelweg is uitgevoerd, Eindhoven binnen. Het plein is een grote rotonde met in het midden de zogenaamde dierenriemfontein. Loodrecht op de Leenderweg vindt men de Floralaan-Oost en de Floralaan-West. Na de rotonde gaat de Leenderweg verder in de richting van het centrum van Eindhoven.

## Geschiedenis
De aanleg van het plein begon in 1939. Toen werden in een kwartcirkel ook statige huizen gebouwd. De Leenderweg naar het zuiden was toen geen snelweg, maar een zandpad. De oorlog begon en de in de nieuwe huizen kwamen Duitse soldaten te wonen. Begin jaren '50 van de 20e eeuw werden, op de westelijke kwartcirkel, woonflats gebouwd.
In 1958 schonk de firma Mignot & De Block, Eindhovens sigarettenfabrikant, ter gelegenheid van het 100-jarig jubileum, de Dierenriemfontein aan de stad Eindhoven. Deze kwam midden op de rotonde te staan en was in 1961 gereed. De vier reliëfs met tekens van de dierenriem werden vervaardigd door Willy Mignot. De fontein, die in de zomermaanden spuit en ook verlicht is, vormt een monumentale entree van de stad.
De oversteek van de wegen op de rotonde wordt gezien als gevaarlijk. Er zijn geen zebra's, geen verkeerslichten en de auto's hebben voorrang. Vooral de oversteek van de toegangsweg vanuit het zuiden, van waar auto's in snelwegtempo aan komen rijden, is problematisch. Toen het plein werd aangelegd was niet op de sterk toegenomen verkeersintensiteit gerekend. In 2020 probeert men een vertraging is te bouwen via verkeersdrempels.

## Floraplein 1-13
Het complex Floraplein 1-13, Leenderweg 361 en Floralaan Oost 164 is sinds 1994 een gemeentelijk monument. De reden hiervoor is terug te vinden in de plattegrond van het complex. Die is aangepast aan de cirkelvorm van de rotonde. Bovendien zijn de buitenste hoekwoningen van het complex dwars geplaatst en zien eruit als sluitstuk, terwijl het complex dus enigszins met vleugels doorloopt. Het blok, opgetrokken uit baksteen onder zadeldak, wordt door midden gesneden door de Ganzebloemstraat. Opvallend is het balkon van de derde bouwlaag, die is gebouwd op de tweede bouwlaag en dus een teruggetrokken karakter heeft.